# Matija Bertolloti
Matija Bertolloti, trgovec in ljubljanski župan v 18. stoletju.
Bertolloti je bil po poklicu trgovec, v Višnji gori je imel tovarno volnenih nogavic. Župan Ljubljane je bil med letoma 1768 in 1771.